# Лопатюк, Трофим Назарович
Трофим Назарович Лопатюк вариант написания отчества и фамилии Трофим Назарьевич Лопатнюк (1870 — ?) — крестьянин, член Государственной думы Российской империи I созыва от Волынской губернии.

## Биография

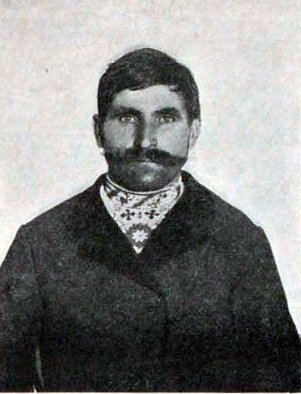
Трофим Лопатюк, 1906

По национальности украинец («малоросс»), из  крестьян Овручского уезда Волынской губернии. С низшим образованием. Был волостным судьей и сельским старостой. Внепартийный. Земледелец.
15 апреля 1906 избран в Государственную думу Российской империи I созыва от общего состава выборщиков Волынского губернского избирательного собрания. В комиссиях Думы не состоял, от выступлений парламентской трибуны воздержался. Трудовики в своём издании «Работы Первой Государственной Думы» характеризуют политическую позицию Лопатюка как «Б. пр.». Это означает, что беспартийный Лопатюк поселился на казённой квартире Ерогина, нанятой на государственные деньги для малоимущих депутатов, специально для их обработки в проправительственном духе, и оставался там до конца работы Думы.
Дальнейшая судьба и дата смерти неизвестны.